# Capo Nord

Stemma della Contea di Finnmark

Stemma del comune di Capo Nord

Capo Nord (Nordkapp in norvegese) è un promontorio che dà origine ad una falesia; si trova sulla punta nord dell'isola di Magerøya, nella parte più settentrionale della Norvegia, nella regione di Nord-Norge, compresa politicamente nella contea di Finnmark e più precisamente nel comune di Nordkapp.
Il suo nome è dovuto all'esploratore inglese Richard Chancellor che così lo battezzò, dopo esservi approdato nel 1553, durante la spedizione per la ricerca del passaggio a nord-est. A Capo Nord è presente un centro turistico costruito nel 1988 sull'altopiano. Insieme ad esso sono presenti anche una caffetteria, un ristorante, un ufficio postale, un negozio di souvenir, un piccolo museo e un cinema.

## Geografia
La falesia, posta a 71° 10' 21" di latitudine nord ed a 25° 47' 04" di longitudine est, è alta 307 metri, con un caratteristico strapiombo che si affaccia sul Mare glaciale artico.
Capo Nord è comunemente considerato il punto più a nord dell'Europa, ma ciò è inesatto in quanto il promontorio di Knivskjellodden, situato sempre sull'isola di Magerøya, ad ovest di Capo Nord, visibile dalla falesia stessa, si trova ad una latitudine nord di 71° 11' 08", ovvero circa 1400 metri più a nord; tuttavia, trovandosi i due punti entrambi su di un'isola, il "punto geografico" più a nord dell'Europa continentale è da considerarsi il Capo Nordkinn, o Kinnarodden, situato sul confine delle municipalità di Gamvik e Lebesby, della contea norvegese di Finnmark (nella penisola di Nordkinn), e che si trova a 71° 08' 01" di latitudine nord e 27° 40' 09" di longitudine est, a circa 70 km a est da Capo Nord.

### Il sole di mezzanotte e l'aurora boreale
Con l'approssimarsi del solstizio d'estate, nelle regioni al di sopra dei circoli polari si verifica il fenomeno del sole di mezzanotte: in questi luoghi, il Sole non scende mai sotto l'orizzonte per almeno 20 ore e di conseguenza non cala mai la notte. Tale effetto è dovuto al fatto che l'asse di rotazione terrestre è inclinato di 23° e 27' rispetto al piano dell'orbita (eclittica).
Capo Nord si trova a poco più di 500 chilometri oltre il circolo polare artico, e quindi dall'11 maggio al 10 agosto è possibile ammirare il fenomeno del sole di mezzanotte; al contrario, nel periodo invernale, pur non sorgendo mai il sole al di sopra dell'orizzonte per circa due mesi e mezzo, il promontorio è estraneo al fenomeno della cosiddetta notte polare, in quanto il crepuscolo impedisce che si verifichi il buio totale.
Inoltre, sempre nei mesi invernali, a Capo Nord - al pari di tutte le zone situate tra i poli magnetici e 10°-20° di distanza dai poli magnetici stessi è possibile ammirare anche il fenomeno dell'aurora boreale.

## Storia
Il primo straniero a raggiungere Capo Nord fu l'italiano Francesco Negri, un esploratore di Ravenna.

Dal 1929 Capo Nord è territorio protetto ed è proibita la raccolta delle piante presenti (la vegetazione dell'isola è piuttosto rara). 

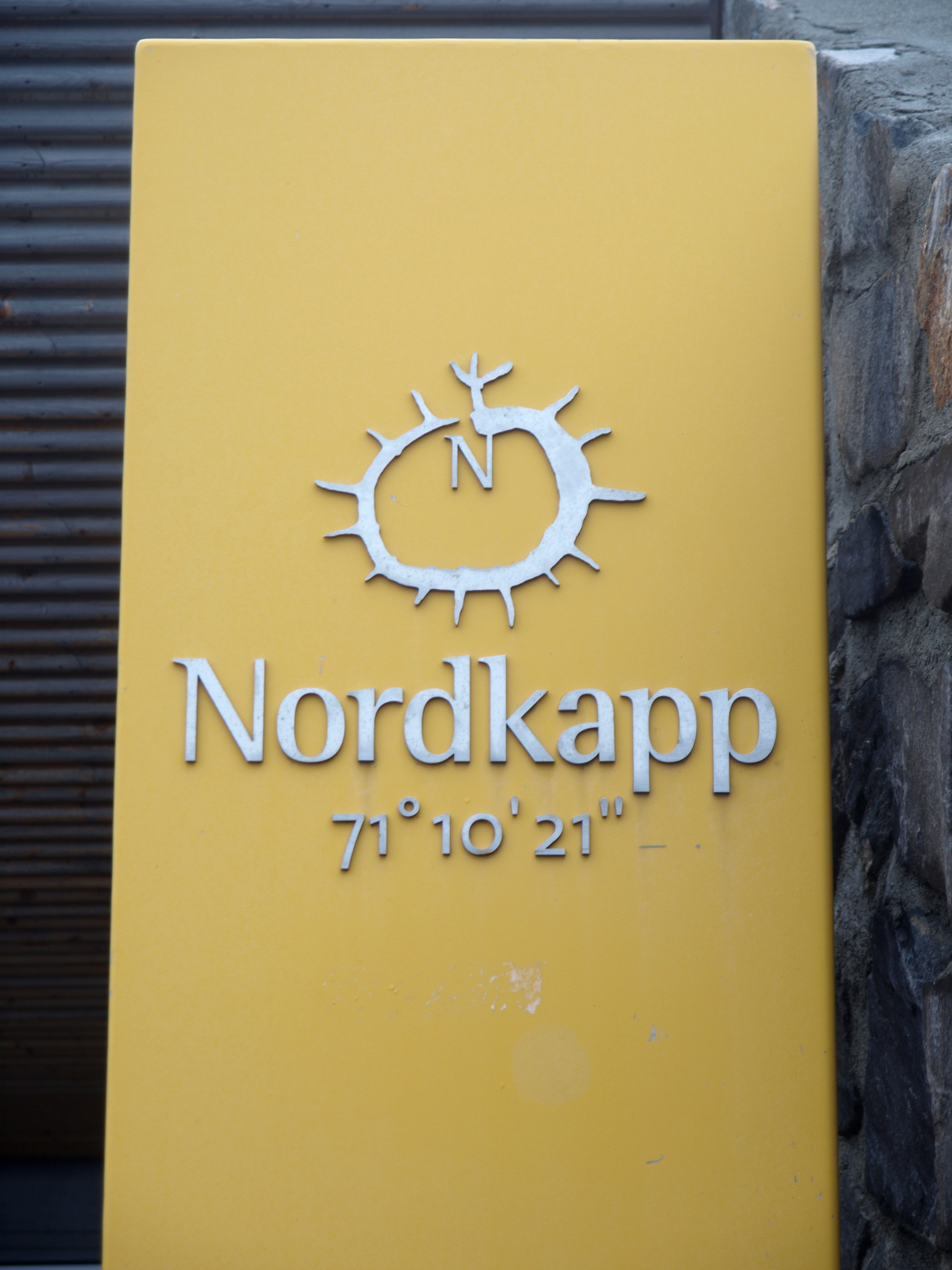
Latitudine di Capo Nord

Il 26 dicembre 1943, al largo del promontorio, fu combattuta la battaglia di Capo Nord (o battaglia dell'Isola degli Orsi), ultimo scontro navale tra unità di superficie Alleate e tedesche durante la seconda guerra mondiale, che si concluse con la vittoria Alleata e l'affondamento dell'incrociatore da battaglia tedesco Scharnhorst.

## Turismo
Capo Nord è stato occasionalmente visitato (via mare e tramite brevi salite sulle rocce) fin dal XVII secolo. Nel 1798 il primo a raggiungere il Capo via terra fu Giuseppe Acerbi. Poi, più frequentemente, a partire dalla fine del XIX secolo diventando una vera e propria meta turistica, e, tra i suoi visitatori più famosi, i cui viaggi ebbero anche significati politici e simbolici, vi furono il Re Oscar II di Svezia nel 1873, ed il Re di Thailandia Chulalongkorn nel 1907.
Primo turista a Capo Nord viene considerato il ravennate Francesco Negri per il viaggio affrontato nel XVII secolo. A partire dagli anni sessanta Capo Nord è divenuto meta ogni anno di numerosissimi "pellegrinaggi" da parte di turisti ed amanti dell'avventura, e frequenti sono i viaggiatori che intraprendono il viaggio in moto. Data la costante mole di turisti, anche Capo Nord ha subito un sempre crescente sfruttamento commerciale. Si calcola che Capo Nord venga visitato in media da circa 200.000 turisti all'anno.
Sul promontorio è stato costruito un grande edificio rettangolare in legno, la Nordkapphallen, una struttura informativa e turistica che al suo interno comprende: un ristorante, alcuni negozi di souvenir, mostre permanenti relative alla storia del Capo, il Royal North Cape Club, dove è possibile ottenere un diploma che attesta la presenza al Capo una sala cinematografica con schermo a 270° che proietta immagini sulla natura del Capo, un piccolo museo thailandese (in ricordo della visita di Chulalongkorn) ed una galleria scavata nella roccia (a circa metà del percorso vi è una piccola cappella) che termina in una sala dove, al di qua di una enorme vetrata, è possibile ammirare il sole di mezzanotte comodamente seduti.

### Monumenti
Sul promontorio sono presenti tre monumenti:
- il Globo, scultura in ferro che rappresenta un mappamondo;
- la rappresentazione Bambini del mondo, sette medaglioni in pietra con disegni di bambini di sette nazioni diverse;
- una scultura che raffigura una madre e suo figlio; la madre tiene vicino a sé il bambino, il quale indica con la mano sinistra il monumento "Bambini del mondo", dinnanzi a lui.

### Pedaggio
Nel 2011 il governo norvegese ha richiesto che il costo per accedere all'area venisse ridotto. Al momento il costo è di 282,50 corone norvegesi (circa 30€) a persona.

### Collegamenti

Il cartello della strada europea E06.

Capo Nord è raggiungibile con autoveicoli o motoveicoli percorrendo la strada europea E06 e, una volta arrivati a Olderfjord, continuando per gli ultimi 129 km sulla strada europea E69. Tale strada attraversa un tunnel sottomarino, il Tunnel di Capo Nord (in norvegese: Nordkapptunnelen) - della lunghezza di circa 7 chilometri, ad una profondità di 212 metri sotto il livello del mare - che collega l'isola di Magerøya alla terraferma. Tra il 1º novembre e il 30 aprile, la porzione più settentrionale della strada è chiusa ai veicoli privati.
In alternativa, è possibile prendere un traghetto che unisce Kåfjord a Honningsvåg, sull'isola. Il porto di Honningsvåg, infatti, è compreso tra gli scali previsti dai battelli Hurtigruten.
Utilizzando il treno è utile conoscere che la linea ferroviaria norvegese, a causa dei ghiacci invernali, ha il suo capolinea a Bodø, oltre il quale, per proseguire verso il nord del paese, è previsto un servizio di autobus e di pullman.
Esiste anche un collegamento aereo da e per la città di Hammerfest, con scalo all'aeroporto di Lakselv.
Ben tre itinerari del progetto EuroVelo hanno come tappa finale Capo Nord: EV1, EV7 ed EV11.

## Gemellaggi
Dal 2013, grazie al record del mondo su ultraleggero del dottor Giuseppe Alabiso, è nato il gemellaggio tra l'estremo nord e l'estremo sud d'Europa (Gela e Capo Nord).
- Gela

## Galleria d'immagini

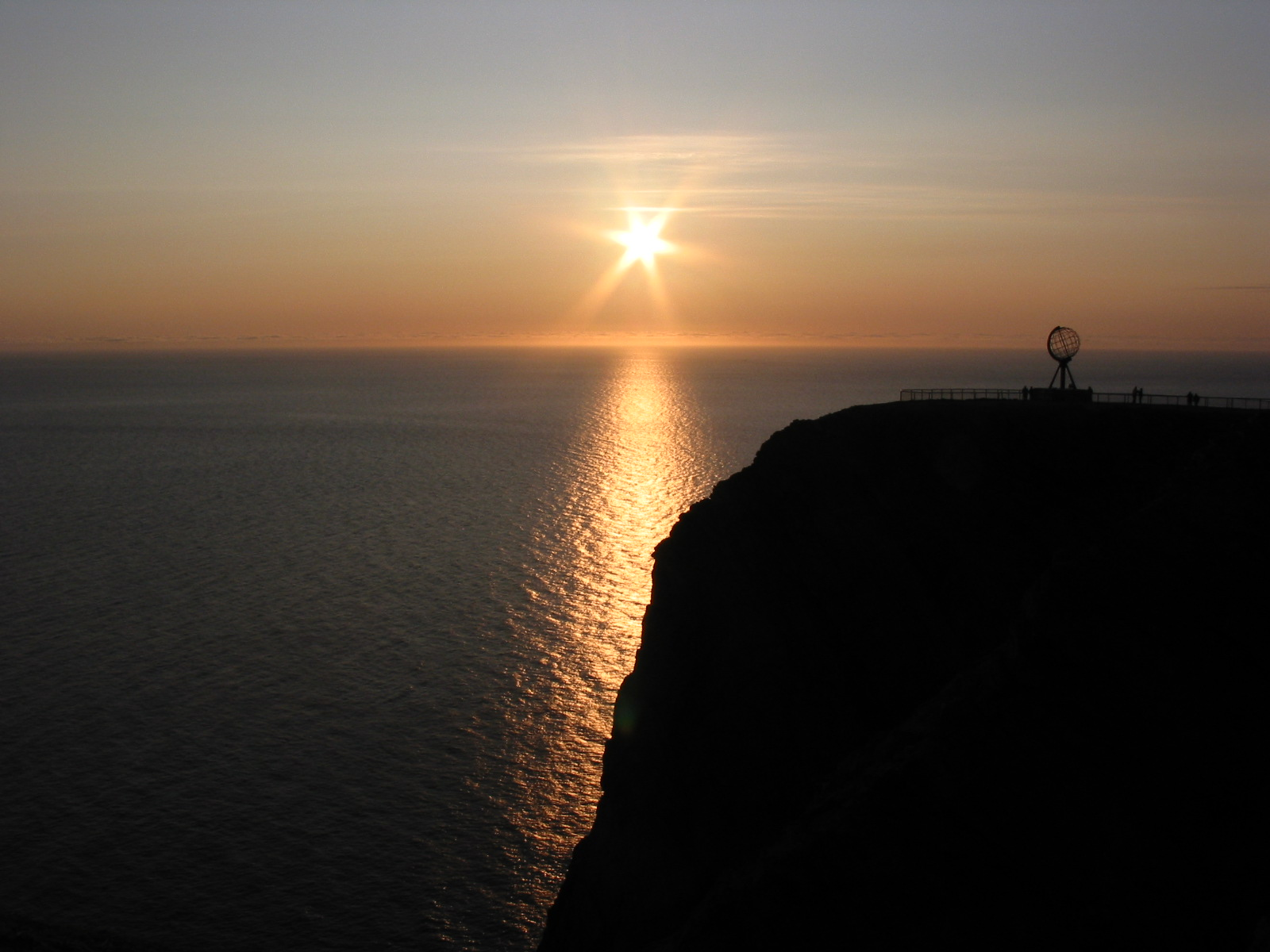
Il sole di mezzanotte visto da Capo Nord
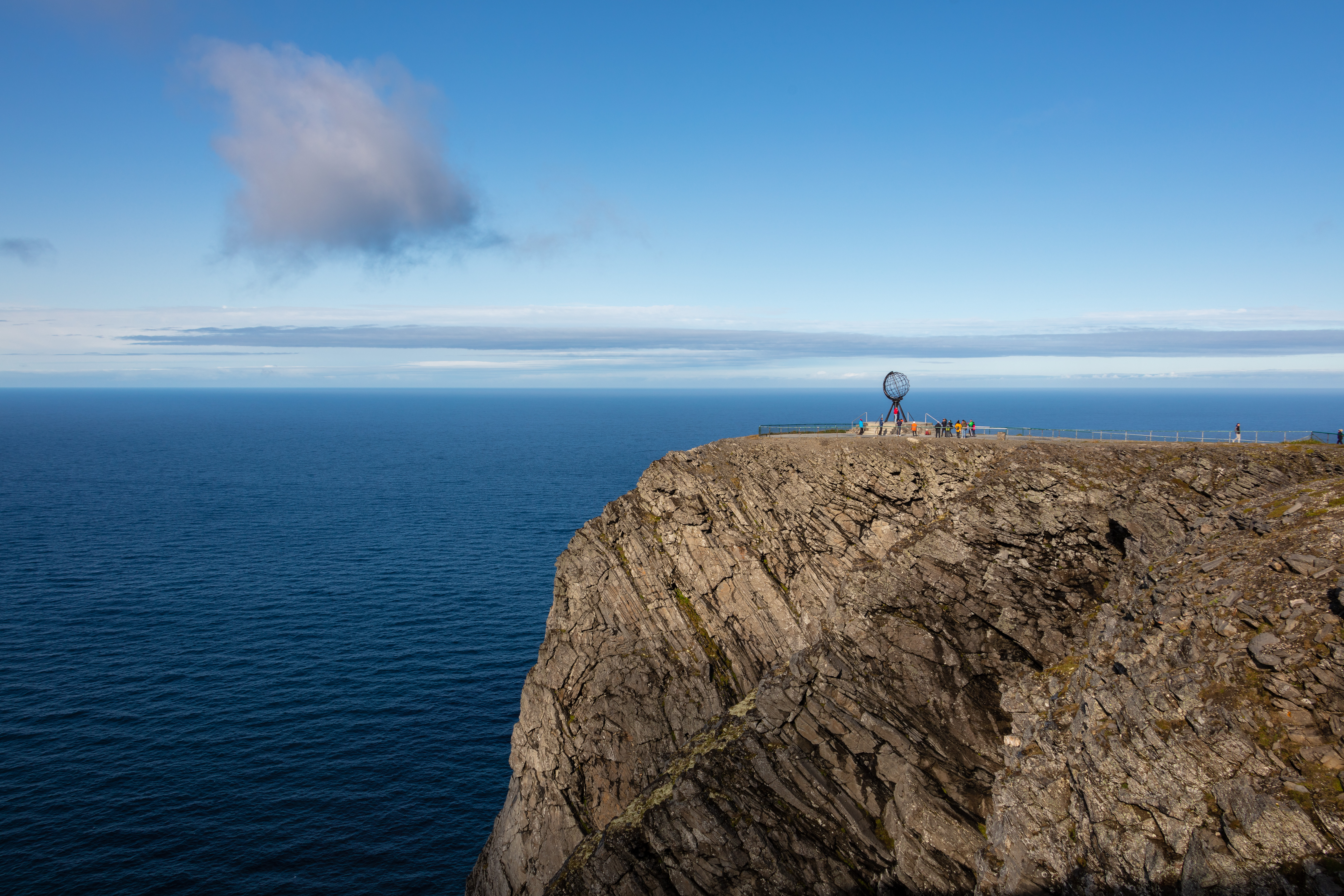
Capo Nord
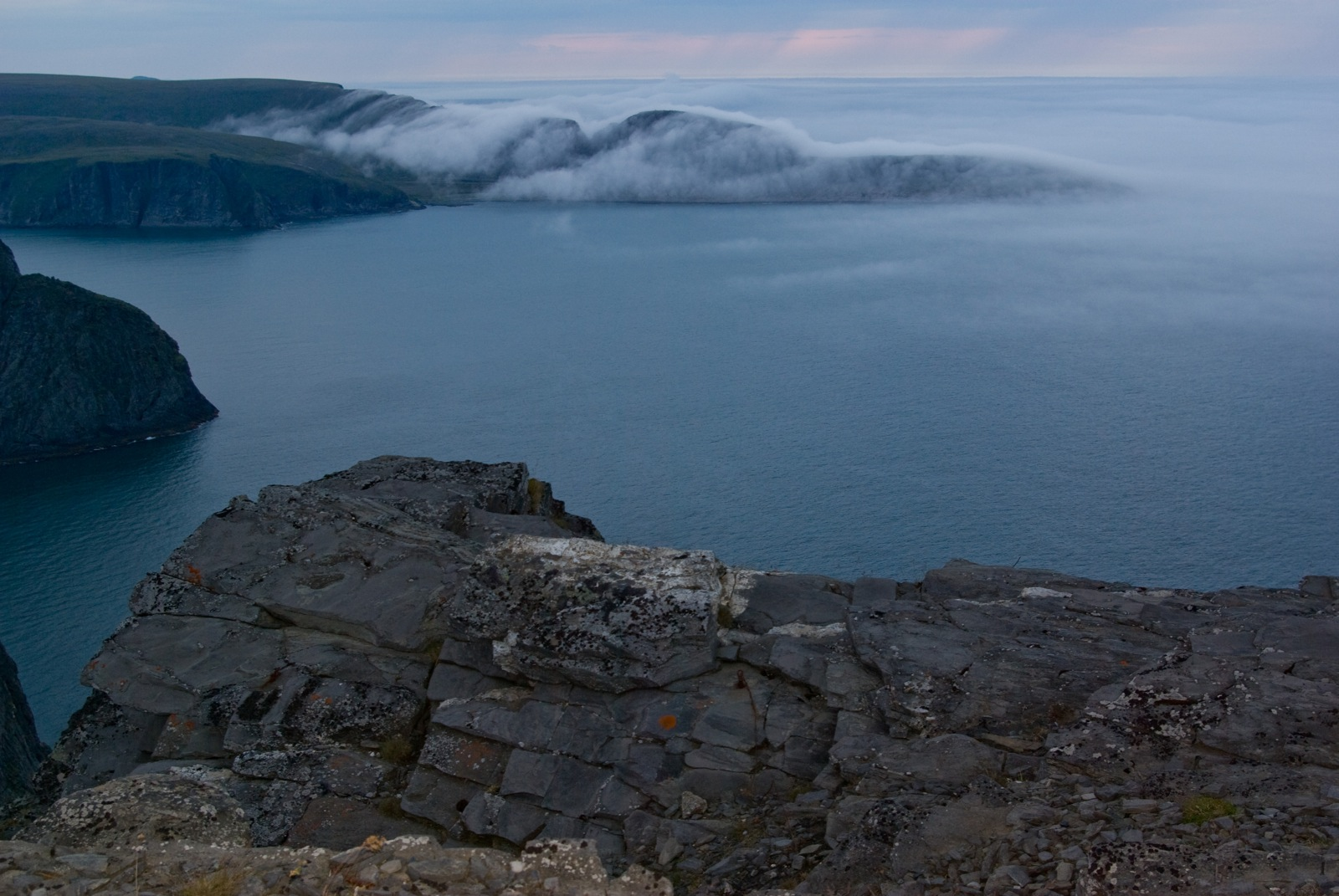
Il capo Knivskjellodden
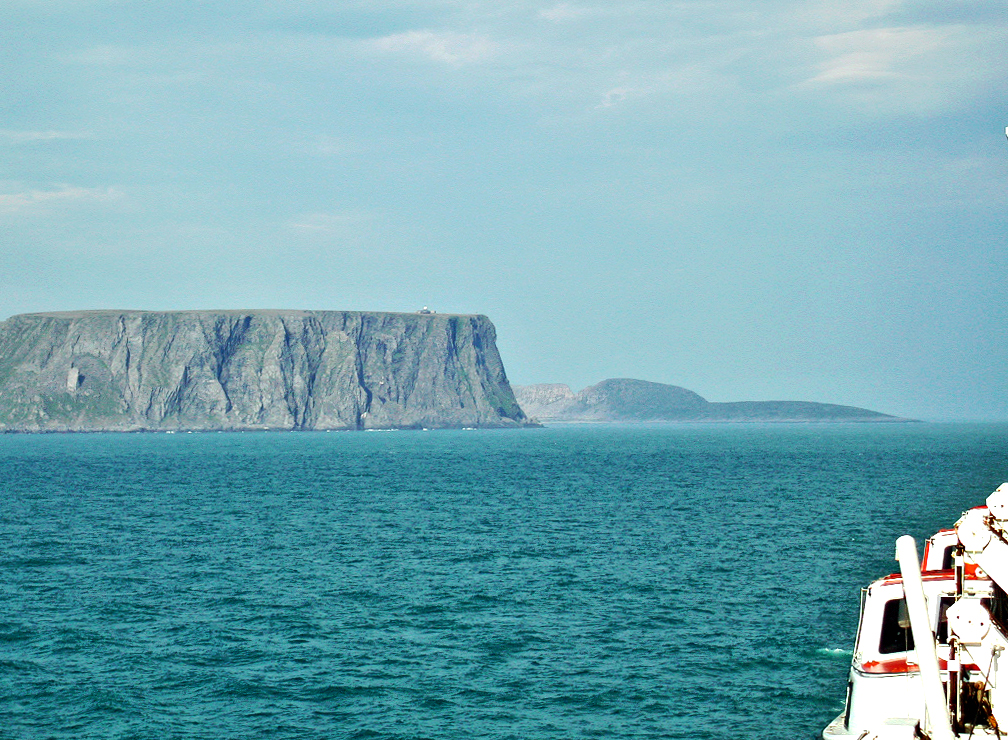
La falesia di Capo Nord vista dal mare
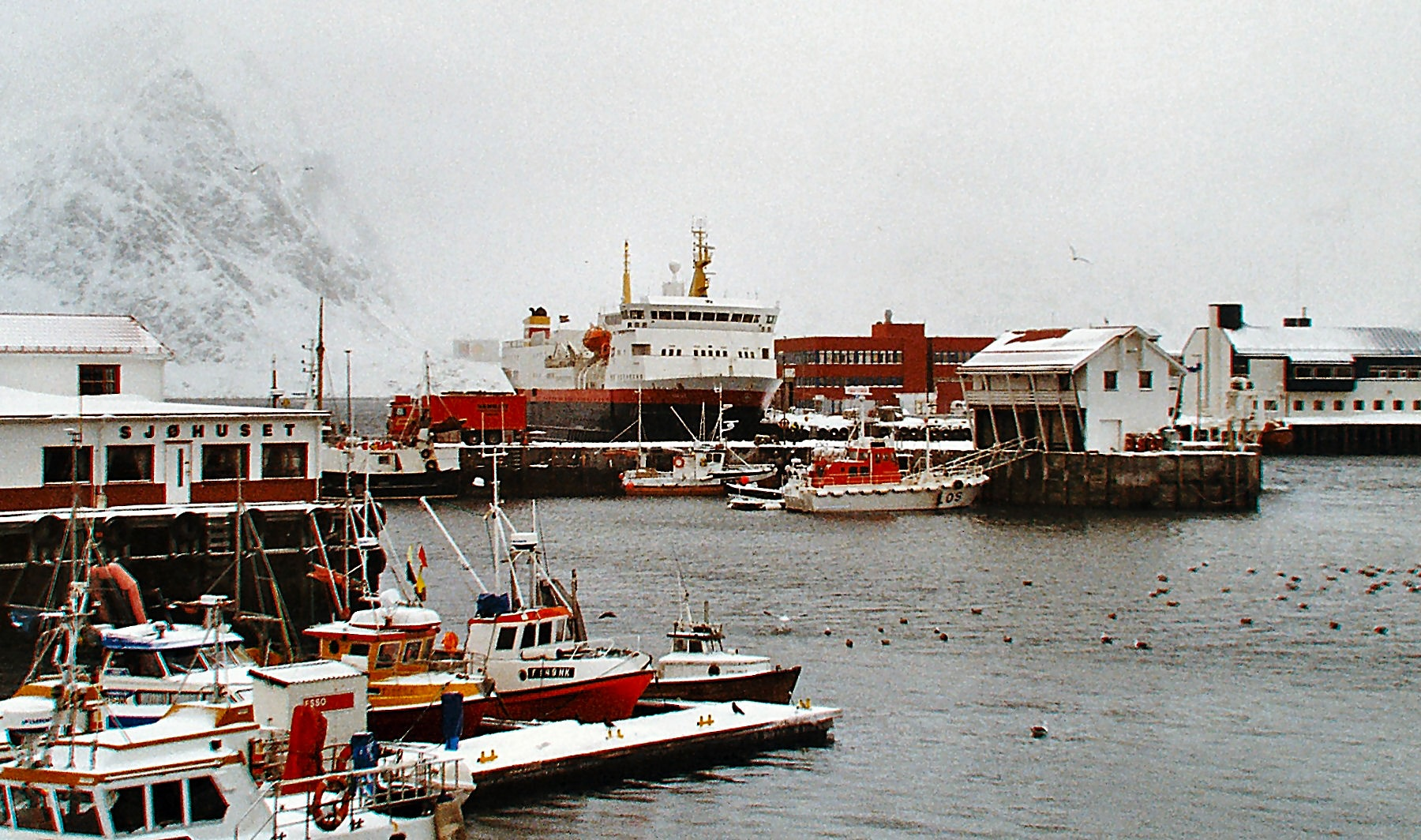
Il porto di Honningsvåg
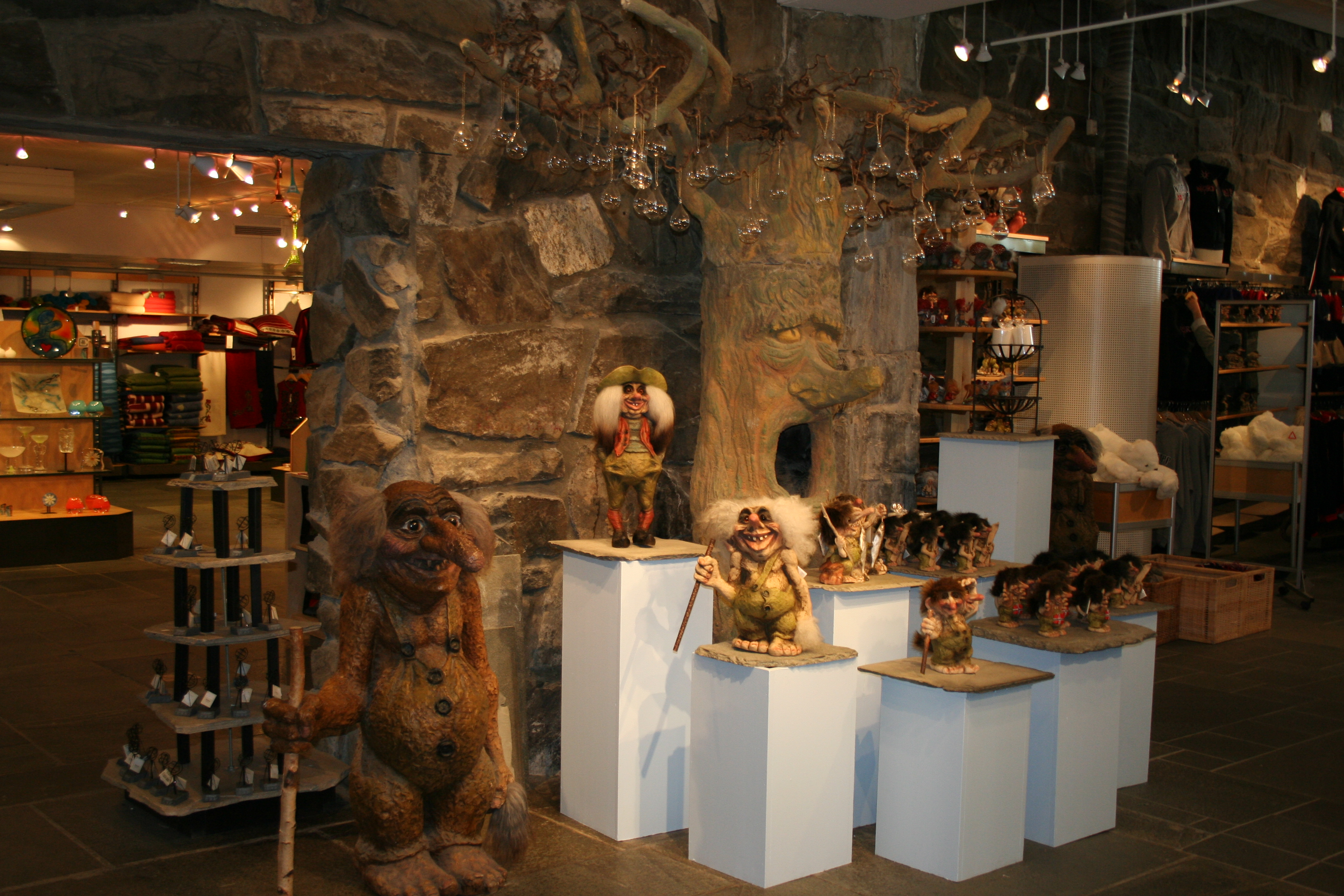
Scorcio dell'interno del blockhaus
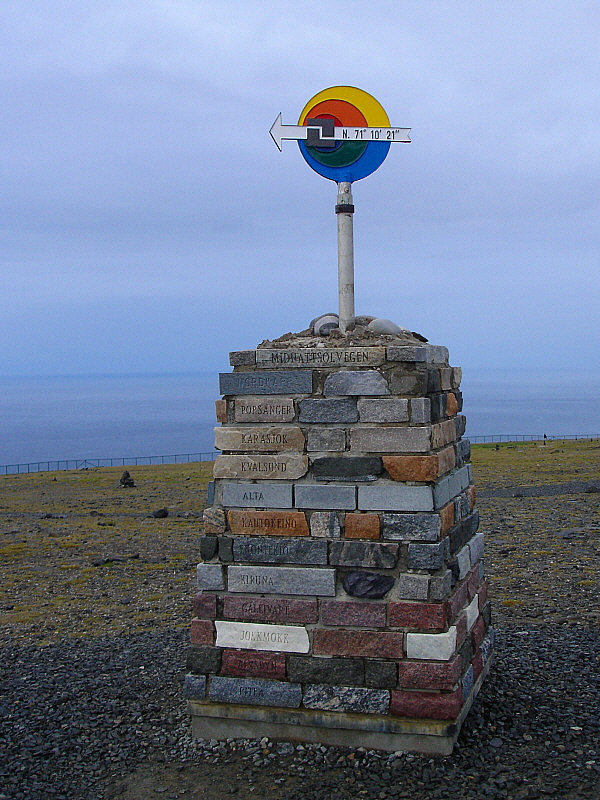
La freccia indica la direzione e le coordinate di Capo Nord
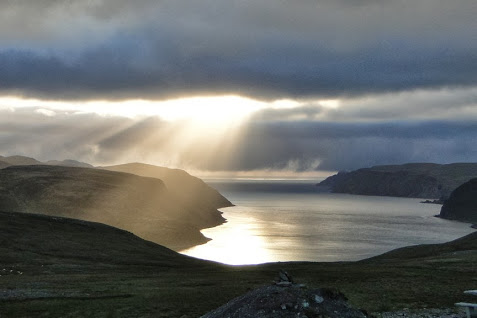
Capo Nord nella notte